# Белведере (Сијена)
Белведере је насеље у Италији у округу Сијена, региону Тоскана.
Према процени из 2011. у насељу је живело 41 становника. Насеље се налази на надморској висини од 237 м.